# Charles de Gaulle (R91)
Charles de Gaulle (R91) är den franska flottans enda hangarfartyg och är flottans flaggskepp. CDG, som hon kallas, är Frankrikes genom tiderna tionde hangarfartyg och Frankrikes första atomdrivna ytfartyg. Fartyget är uppkallat efter Charles de Gaulle, landets president 1959–1969. Hon ersatte Foch som såldes till Brasilien år 2000.

## Bakgrund
I mitten av 1980-talet började Frankrikes dåvarande hangarfartyg i  Clemenceau-klassen bli omoderna och ett program för att ersätta detta påbörjades. Det nya hangarfartyget skulle denna gång bli atomdrivet och man använde sin erfarenhet från sina tidigare atomdrivna ubåtar till detta. 1986 beställde den franska staten ett hangarfartyg från det franska varvföretaget Naval-group (tidigare Direction des Constructions Navales). Konstruktionen av fartyget påbörjades officiellt den 14 april 1989 och sjösattes den 7 maj 1994.  Under konstruktionsfasen så stoppades bygget ett flertal gånger då pengar saknades. Efter sjösättningen upptäcktes ett antal konstruktionsfel som behövde rättas till innan det togs i bruk. Bl.a. så blev man tvungen att förlänga flygdäcket för att vissa av fartygets flygplan skulle kunna starta. Man fick också förstärka fartygets skydd mot radioaktivitet från sina egna kärnreaktorer vilket hade varit för högt vid uppmätta tester. Man hade även starka vibrationer från sin framdrivning under färd vilket var tvunget att åtgärdas även det.
Charles de Gaulle första uppdrag blev att delta i Operation Enduring Freedom till följd av attackerna den 11 september i USA.
Frankrikes militära strategi kräver två hangarfartyg och från början var det planerat att bygga just två hangarfartyg i Charles de Gaulle-klassen. De tekniska problemen tillsammans med ekonomiska svårigheter och visst politiskt motstånd gjorde dock att detta ej kom att ske. Man hade senare planer att beställa ett fartyg från Storbritannien vilket var baserat på den brittiska Queen Elizabeth-klassen. Detta kom även det att avbrytas i samband med strategiska översikten 2013.
I april 2020 skedde ett utbrott av viruset Covid-19 ombord på fartyget. 1046 personer ur besättningen hade blivit smittade.
Charles de Gaulle genomgick sin första översyn i torrdocka 2007 där det bl.a ingick ett 15 månaders byte av kärnbränsle från fartygets reaktorer. År 2017 fick fartyget ännu en större genomgång och översyn. Efter detta så är det meningen att fartyget ska kunna fortsätta tjänstgöra i 25 år ytterligare.
I december 2020 meddelade den franska presidenten Emmanuel Macron att Charles de Gaulle ska ersättas av ett nytt hangarfartyg efter 2036.

## Design
Charles de Gaulle är det första franska ytfartyg som drivs av atomkraft. Ombord finns två K15-reaktorer, vilka producerar 150 MW. Det är samma sorts reaktorer som finns i franska kärnvapenbestyckade atomubåtar. Reaktorerna driver i sin tur fyra ångturbiner, vilka ger fartyget en maxhastighet på cirka 25 knop.
Fartyget är 261 meter långt och 64 meter brett och har ett deplacement på 42 000 ton. 
Ett ångdrivet katapultsystem, C-13-3, hjälper flygplanen lyfta, varefter de fångas upp av starka stålvajrar som är sträckta över landningsdäcket vid landning. Systemet har köpts in från USA och används även på de amerikanska hangarfartygen av Nimitz-klass. Det kallas på engelska för Catapult-Assisted Take-Off But Arrested Recovery, vanligen förkortat CATOBAR. Det är enbart amerikanska och franska hangartfartyg som använder CATOBAR-systemet, vilket underlättar för vissa tyngre flygplanstyper att starta från däck och även möjliggör ett snabbare tempo med fler plan i cirkulation samtidigt. Hangarfartyg tillhöriga andra stater, exempelvis Ryssland, Kina och Storbritannien, utnyttjar ett enklare system med inbyggda ramper i däcket för att ge planen skjuts uppåt vid start.

## Luftstridsgrupp
Charles de Gaulle bär tre grupper av stridsflygplanet Dassault Rafale bestående av totalt 36 flygplan och 2 stycken E-2 Hawkeye radarspaningsplan. Utöver detta bär fartyget flera typer helikoptrar från tillverkaren Eurocopter. Mellan 2001 och 2016 var även stridsflygplanet Dassault-Breguet Super Étendard en del av flyggruppen.

## Bilder

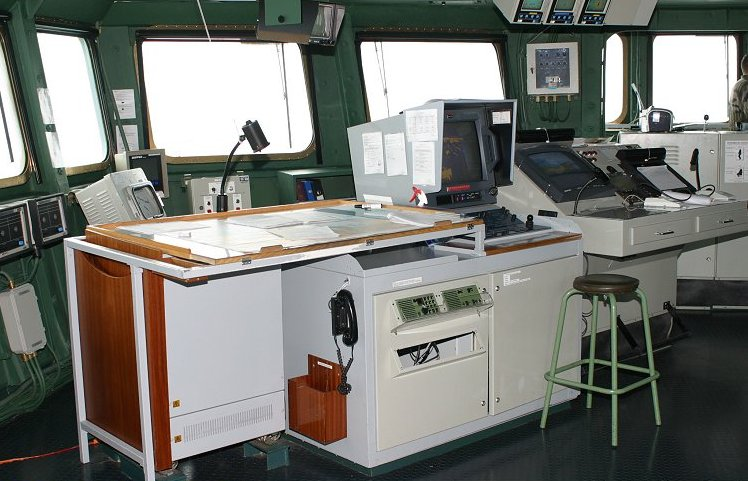
Kommandobryggan på Charles de Gaulle.
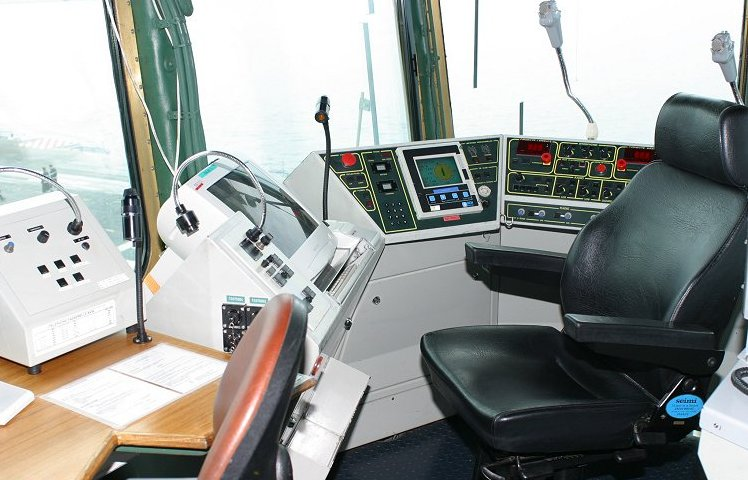
Flygbryggan på Charles de Gaulle.
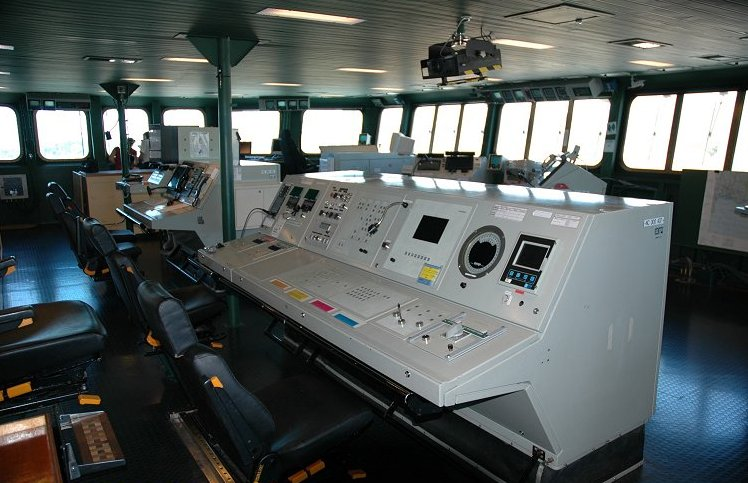
Kommandobryggan på Charles de Gaulle.
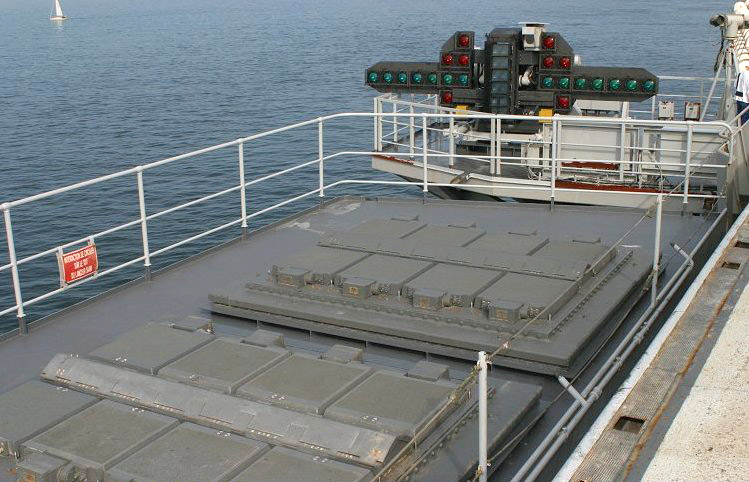
Aster 15 SYLVER missilier på Charles de Gaulle.
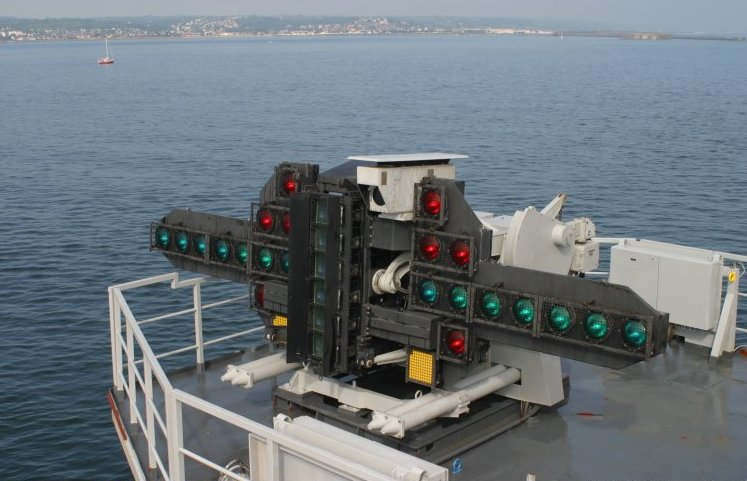
Landningsoptik Charles de Gaulle.
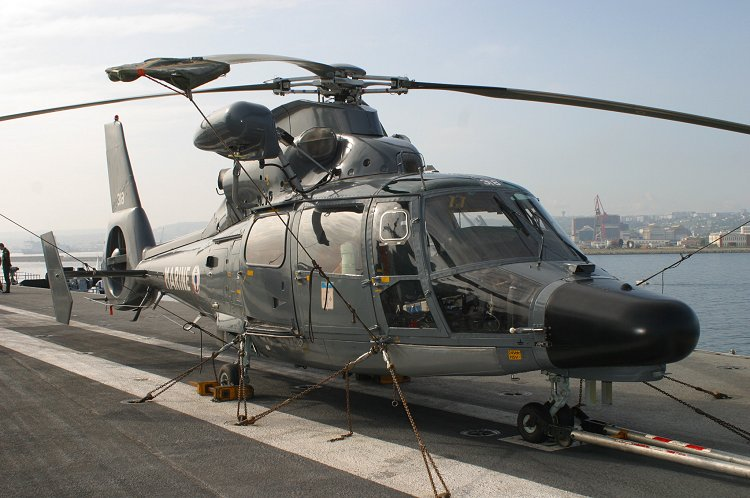
Eurocopter AS365 Dauphin räddningshelikopter.
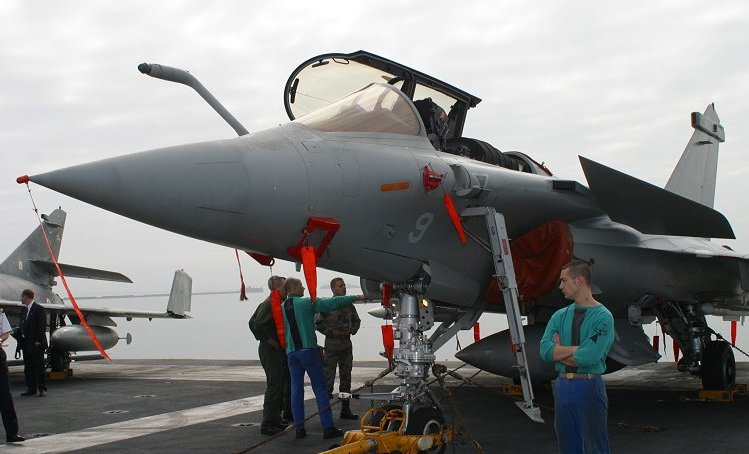
Rafale n:o 9 ombord Charles de Gaulle.
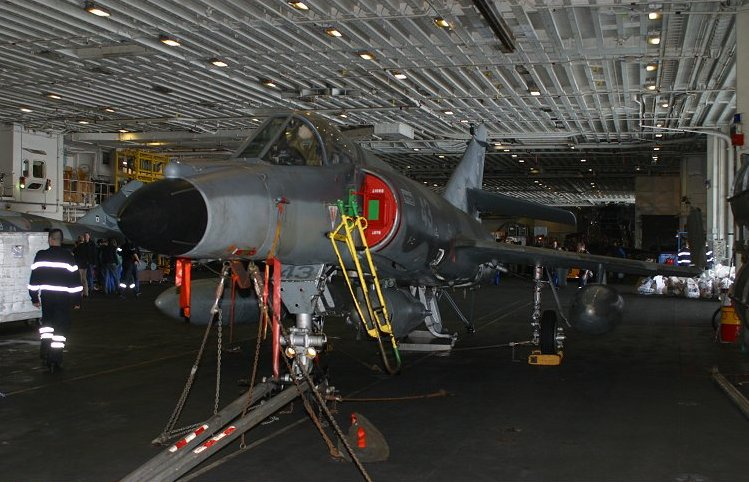
Super-Étendard i hangar Charles de Gaulle.
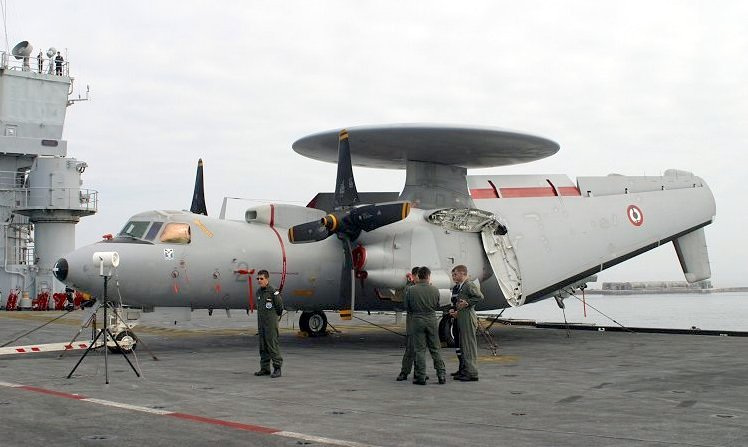
Hawkeye luftburet radarsystem (5 juni 2004).
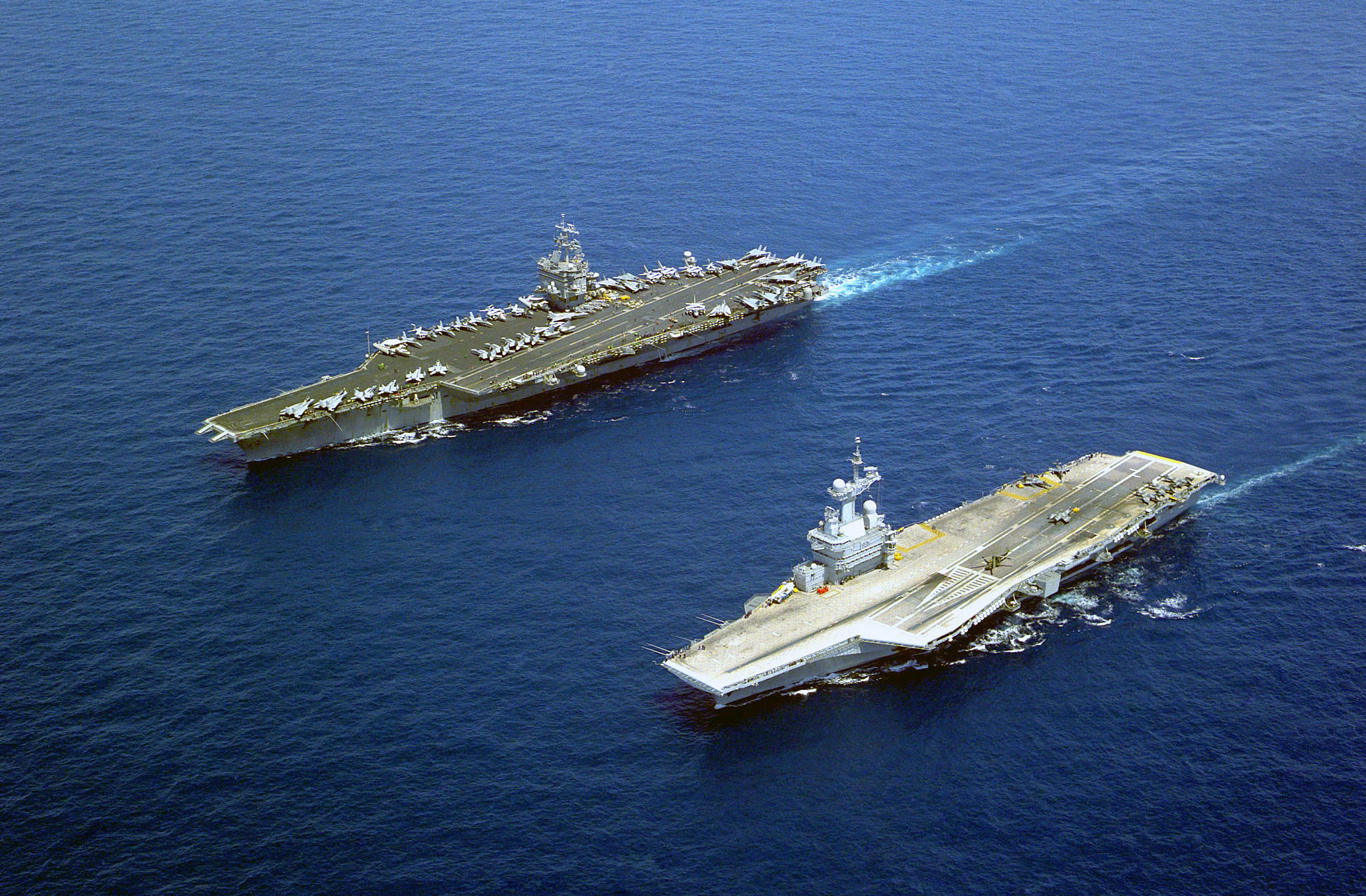
Charles de Gaulle tillsammans med det amerikanska hangarfartyget USS Enterprise.